# 조디 길버트

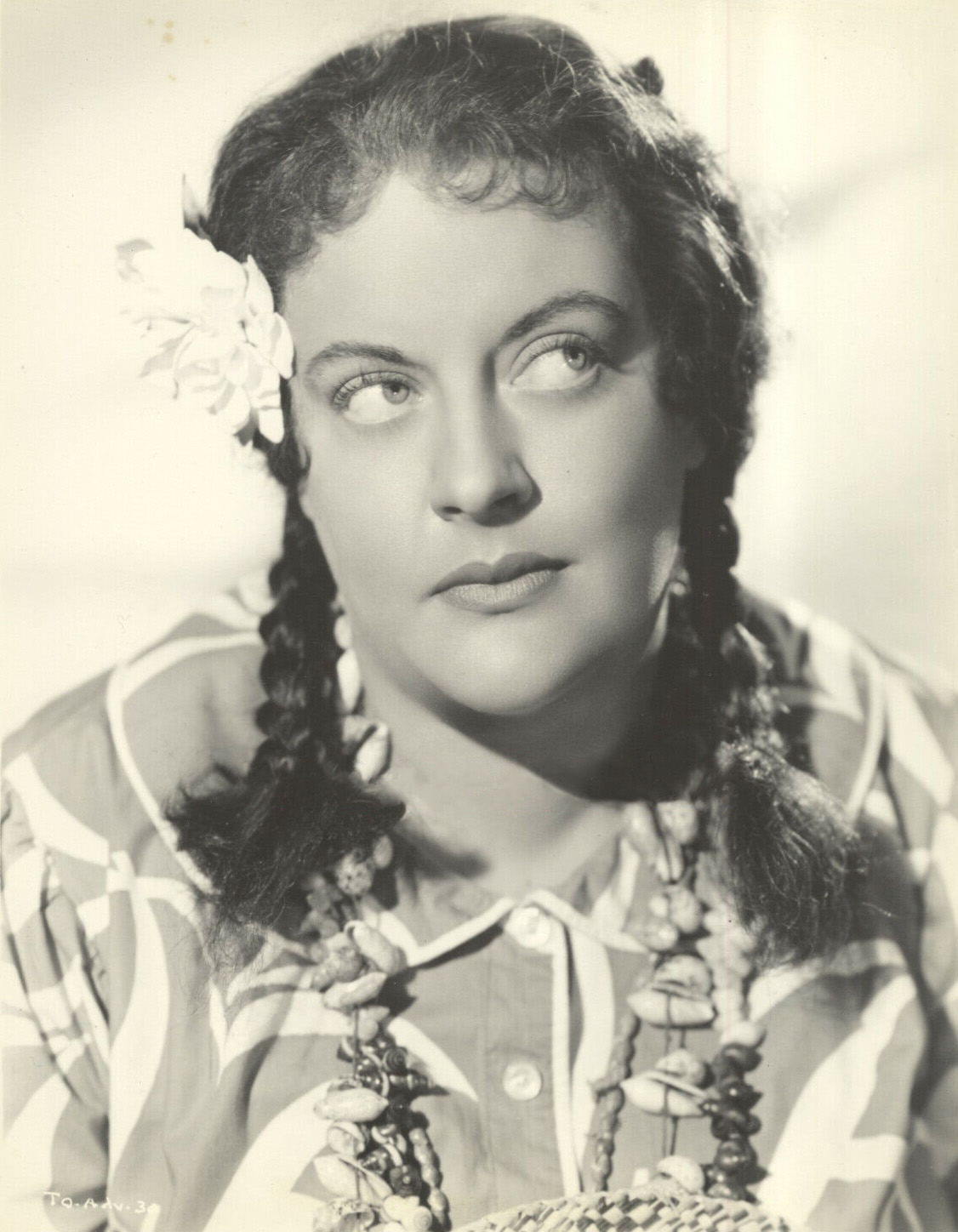

조디 길버트(Jody Gilbert, 1916년 3월 18일 ~ 1979년 2월 3일)는 미국의 영화배우이다.
포트워스에서 태어났으며 로스앤젤레스에서 사망하였다.

## 영화
- 라이프가드 (1976년)
- 윌러드 (1971년)
- 내일을 향해 쏴라 (1969년)
- 배트맨 - 66년 TV 시리즈 (1966년)
- 점핑 잭스 (1952년)
- 마이 프렌드 어머 고즈 웨스트 (1950년)
- 페일페이스 (1948년)
- 투 가이스 프럼 밀워키 (1946년)
- 코네티컷의 크리스마스 (1945년)
- 캔트 헬프 싱잉 (1944년)
- 허스 투 홀드 (1943년)
- 아이슬란드 (1942년)
- 리멤버 더 데이 (1941년)
- 요크 상사 (1941년)
- 히트 퍼레이드 오브 1941 (1940년)
- 에브리씽 해펀즈 앳 나잇 (1939년)
- 니노치카 (1939년)
- 대뉴욕 (1938년)